# Región de Pemba Sur
Pemba Sur es una de las dos regiones administrativas de Tanzania en la isla de Pemba y una de las 31 regiones de la Tanzania. La región es la segunda más pequeña del país en términos de superficie y la tercera más pequeña en cuanto a población. Mkoani es la capital de esta región. 

## Distritos
Esta región se encuentra subdividida internamente en tan solo un par de distritos a saber:
- Chake-Chake
- Mkoani

## Territorio y población
La región de Pemba Meridional tiene extensión de 332 kilómetros cuadrados. Según el censo de 2012, la población era de 195.116 personas. En el censo de 2022 esa cifra había ascendido a 271.350 habitantes. La densidad poblacional, por lo tanto, era de 817'3 habitantes por kilómetro cuadrado.
- Datos: Q498067
- Multimedia: Pemba South Region / Q498067